# Хаптонема
Хаптонема је танка кончаста ћелијска творевина која се налази између бичева хаптофита (алги из групе Haptophyta). На попречном пресеку уочавају се три концентричне мембране, које окружују централну структуру изграђену од седам микротубула. Хаптонема поседује више функција (између осталог, хватање плена).